# Abdulrazak Gurnah
Abdulrazak Gurnah (* 20. prosince 1948, Zanzibar) je v Tanzanii narozený spisovatel žijící ve Spojeném království, který v roce 2021 obdržel Nobelovu cenu za literaturu.
Narodil se na ostrově Zanzibar, který byl tehdy pod správou Velké Británie. Pocházel z arabské rodiny z Jemenu. Po revoluci na Zanzibaru v letech 1963-1964 se Arabové a Indové stali terčem útoků afrických nacionalistů, kteří je po odchodu Britů vinili ze své chudoby. Zanzibar se připojil k Tanzanii, kde zvítězil socialismus. V roce 1968 odešel Gurnah jako uprchlík do Spojeného království, kde pak studoval na Kentské univerzitě v Canterbury. Později zde působil jako profesor angličtiny a postkoloniální literatury a vyučoval tvůrčí psaní. Žije v Brightonu. Ve svých dílech se věnuje především postkoloniálnímu období Afriky, Karibiku a Indie. Za zpracování tématu kolonialismu a jeho dopadů jej v roce 2021 Švédská akademie ocenila Nobelovou cenou za literaturu. Ve svých knihách popisuje pocity vykořeněnosti, střet kultur, náboženství a koloniální minulost. Jeho mateřštinou je svahilština, ale svá díla píše anglicky. Literárně debutoval v roce 1987 románem Memory of Departure (Vzpomínka na odjezd). K jeho nejoceňovanějším dílům patří historický román Ráj (Paradise) z roku 1994, za který byl nominován na Man Bookerovu cenu a Whitbreadovu cenu. Kniha byla přeložena do češtiny v roce 2023. Román popisuje příběh chlapce Júsufa, který se narodil ve fiktivním tanzanském městě na přelomu 19. a 20. století. Jako dvanáctiletý chlapec je prodán za otcovy dluhy bohatému arabskému kupci, stane se jeho sluhou (otrokem), prožije se svým pánem četná dobrodružství. Putuje v obchodní karavaně do divošského exotického vnitrozemí za obchodem se slonovinou a zlatem. Nakonec už jako mladík dospěje ke vlastní vzpouře a zatouží po svobodné budoucnosti. Přidá se k vojsku pod německým vedením a bojuje o africké kolonie v rámci 1. světové války.
Gurnahovým nejnovějším románem je Afterlives (Dozvuky) z roku 2020. Jedná se o historickou ságu a v češtině by kniha měla vyjít v roce 2024. Česky vyšly s autorem rozhovory v literárních časopisech Host a Plav.

## Výběrová bibliografie
- Memory of Departure (1987)
- Pilgrims Way (1988)
- Dottie (1990)
- Paradise (1994), česky Ráj, 2023
- Admiring Silence (1996)
- By the Sea (2001)
- Desertion (2005)
- The Last Gift (2011)
- Gravel Heart (2017)
- Afterlives (2020), česky Dozvuky, 2024